# Cantopop
Il Cantopop (abbreviazione di musica popolare cantonese e chiamato a volte HK-pop) è un genere musicale pop cinese nato negli anni settanta e sviluppatosi attorno alla città di Hong Kong come evoluzione della musica popolare cinese e dello shidaiqu. Vi sono influenze musicali ricavate da molti altri generi come il jazz, rock and roll, R&B, musica elettronica e tutto il pop occidentale.
I testi dei brani sono generalmente cantati in cantonese. È famoso soprattutto nella Cina meridionale e nell'Asia sud-orientale.
Tra i principali artisti si possono citare, Roman Tam considerato il padrino del genere, Liza Wang, Paula Tsui negli anni 70, Anita Mui, Leslie Cheung, Alan Tam, Sally Yeh, Priscilla Chan negli anni ottanta e novanta.
Con l'annessione di Hong Kong da parte della Cina, avvenuta nel 1997, il genere si espanse ad artisti cinesi dell'entroterra.
Dopo il 2000 nuovi cantanti vennero alla ribalta, tra questi il duo delle Twins, Joey Yung, Miriam Yeung. Ci furono anche scandali sessuali che ricevettero una grossa attenzione da parte dei media anche occidentali come le foto private divulgate in internet in cui il cantante e attore Edison Chen fu ritratto in atti sessuali espliciti con le cantanti Gillian Chung, Bobo Chan e Cecilia Cheung.

## Etichette discografiche
Sin dagli anni settanta, si stabilirono ad Hong Kong filiali delle case discografiche occidentali PolyGram, EMI, Sony Music e Warner. Successivamente, nacquero etichette locali come la Crown Records (娛樂唱片), la Wing Hang Records (永恆), la Manchi Records (文志) e la Capital Artists, che divennero presto competitive sul mercato. Tuttavia, quando a metà degli anni ottanta le colonne sonore delle serie televisive persero il favore del pubblico, il mercato musicale si spostò in favore delle multinazionali.
Le classifiche annuali delle vendite musicali vengono stilate dalla IFPI (la Federazione Internazionale dell'Industria Fonografica).

## Artisti principali

### Maschili
| - Albert Au - Kenny Bee - Danny Chan - Daniel Chan - Eason Chan - Jackie Chan - Jaycee Chan - Jordan Chan - Jason Chan - Sammul Chan - William Chan - Pak Ho Chau - Wakin (Emil) Chau - Edison Chen | - Adam Cheng - Ekin Cheng - Kevin Cheng - Ronald Cheng - Hins Cheung - Julian Cheung - Ryan Lau - Alfred Hui - Jacky Cheung - Leslie Cheung - Louis Koo - Louis Cheung - Steven Cheung - Benji Chiang - Endy Chow - Alex Fong - Khalil Fong | - Andy Hui - Ken Hung - Kelvin Kwan - Kenny Kwan - Michael Kwan - Leo Ku - Aaron Kwok - Roger Kwok - Leon Lai - Bowie Lam - Chet Lam - George Lam - Raymond Lam - Jan Lamb - Andy Lau | - Wilfred Lau - Gene Lee - Hacken Lee - Edmond Leung - Tony Leung - Don Li - Gallen Lo - Justin Lo - Lowell Lo - Douglas Low - Juno Mak - Dennis Mak - Pong Nan - Deep Ng | - Ron Ng - Edwin Siu - William So - Alan Tam - Roman Tam - Patrick Tang - Alex To - Nicholas Tse - Wong Cho Lam - Deric Wan - Dave Wang - Philip Wei Xiong - Chris Wong - Paul Wong - Bosco Wong - Anthony Wong - James Wong | - Charles Ying - Shawn Yue - Samuel Hui - Yip Sai Wing |

### Femminili
| - Bobo Chan - Connie Chan - Chelsia Chan - Flora Chan - Kit Chan - Priscilla Chan - Vincy Chan - Kelly Chen - Joyce Cheng - Sammi Cheng - Stephanie Cheng - Yumiko Cheng - Cecilia Cheung - Teresa Cheung - Lesley Chiang - Mandy Chiang - Maggie Fu | - Charlene Choi - Gillian Chung - Rachelle Chung - Sherman Chung - Linda Chung - Niki Chow - Vivian Chow - Renee Dai - Theresa Fu - Fiona Fung - G.E.M. - Cherry Ho - Denise Ho - Paisley Hu - Deanie Ip | - Grace Ip - Elanne Kong - Ella Koon - Kellyjackie - Jade Kwan - Shirley Kwan - Susanna Kwan - Gigi Lai - Vivian Lai - Mag Lam - Sandy Lam - Winnie Lau - Coco Lee - Annabelle Louie - Eunix Lee | - Tiffany Lee - Isabella Leong - Cathy Leung - Gigi Leung - Toby Leung - Rain Li - Prudence Liew - Candy Lo - Mimi Lo - Karen Morris - Anita Mui - Kary Ng - Yan Ng - Cass Phang | - Fiona Sit - June Tang - Stephy Tang - Vangie Tang - Teresa Teng - Kay Tse - Jenny Tseng - Jessica Hsuan - Kate Tsui - Paula Tsui - Janice Vidal - Jill Vidal - Liza Wang - Emme Wong - Faye Wong | - Ivana Wong - Linda Wong - Bianca Wu - Myolie Wu - Sally Yeh - Charlie Yeung - Miriam Yeung - Frances Yip - Joey Yung - Ivana Wong |  |

### Gruppi musicali
| - 2R - 4ando(son) - AMK - At17 - Benji and Lesley - Beyond - Bliss - C AllStar - Cookies - Cream - Dear Jane - Dry - E-Kids - Echo - EO2 | - FAMA - Freeze - Grasshopper - HotCha - Krusty - I Love You Boy'z - The Jade Band - LMF - Mister (Mr) - MP4 - Online - Ping Pung - PixelToy | - Purple Nine - Raidas - Rubberband - Royals - Shine - Sky - Softhard - SohBim - Soler - Square - Sun Boy'z - Swing - Tai Chi - Tat Ming Pair | - Twins - The Pancakes - The Raiders - The Wynners - VEGA - YLK Organization - Zarahn - Zen - 24 Herbs |  |

## Principali stazioni radiofoniche
| Stazione                 | Luogo             | Frequenze e piattaforme                                                                              |
| ------------------------ | ----------------- | --- |
| CRHK Radio 2             | Hong Kong         | 90.3 FM                                                                                              |
| RTHK Radio 2             | Hong Kong         | 94.8 FM, 95.3 FM, 95.6 FM, 96.0 FM, 96.3 FM, 96.4 FM, 96.9 FM e in streaming su internet (channel 2) |
| Chinese Radio New York   | New York          | 1480 AM                                                                                              |
| WNWR                     | Filadelfia        | |
| KEST                     | San Francisco     | 1450 AM                                                                                              |
| KMRB                     | Los Angeles       | 1430 AM                                                                                              |
| KVTO                     | San Francisco     | 1400 AM                                                                                              |
| CHMB                     | Vancouver         | 1320 AM                                                                                              |
| Fairchild Radio          | Vancouver         | 1470 AM, 96.1 FM                                                                                     |
| Fairchild Radio          | Toronto           | 1430 AM, 88.9 FM                                                                                     |
| Fairchild Radio          | Calgary           | 94.7 FM                                                                                              |
| Music FM Radio Guangdong | Guangdong         | 93.9 FM, 99.3 FM e in streaming su internet                                                          |
| SYN FM                   | Melbourne         | 90.7 FM - Show cantopop come parte della Asian Pop Night                                             |
| 2AC 澳洲華人電台         | Sydney            | (ricevitori di proprietà)                                                                            |
| 2CR                      | Sydney, Melbourne | (ricevitori di proprietà)                                                                            |
|                          |                   | |